# Tosin Olufemi
David Oluwatosin Osho "Tosin" Olufemi (sinh này 13 tháng 5 năm 1994) là một cầu thủ bóng đá người Anh. Hiện anh đang chơi tại vị trí Tiền vệ cánh và Hậu vệ cánh cho Colchester United F.C..